# Wally Neuzil portréja
Wally Neuzil portréja (Bildnis Wally Neuzil) Egon Schiele osztrák expresszionista festő alkotása.
A festmény a művész élettársát, Walburga „Wally” Neuzil osztrák ápolónőt ábrázolja. Schiele a képet 1912-ben párhuzamosan festette Önarckép földicseresznyével című alkotásával. A két képet ellentétpárként képzelte el.
Neuzil a fejét enyhén megdöntve látható. Haja vörösesbarna, túlméretezett szemei ragyogó kékek, tekintete komoly. A kép, egyszerű geometriai formáival és színeinek harmonikus kombinációival, mesterien egyensúlyoz a feszültség és a nyugalom között. Intimitást és gyengédséget sugároz, ezzel tanúskodva a pár szoros kapcsolatáról.
Ugyan 1914-ben Schiele leendő felesége, Edith Harms felé fordult, kapcsolata Neuzillal 1915 tavaszáig megmaradt. A róla festett portrék, például az Edith Schiele csíkos ruhában, nem sugározzák azt az intimitást, mint a Wally Neuzil portréja.